# Catedral de Southwark
La catedral de Southwark a Southwark, Londres, és una església anglicana situada a la vora sud del riu Tàmesi a prop del pont de Londres. La seva existència es documenta des del segle xi. Al segle xii va esdevenir una canònica augustiniana i ho va seguir sent fins al segle xvi, arran de la creació de l'església anglicana. Posteriorment va servir com a església parroquial. No va ser declarada catedral fins al 1905. És l'església mare de la diòcesi anglicana de Southwark. Ha sigut un lloc de veneració cristiana des de fa més de 1.400 anys i és la catedral gòtica més antiga de Londres.

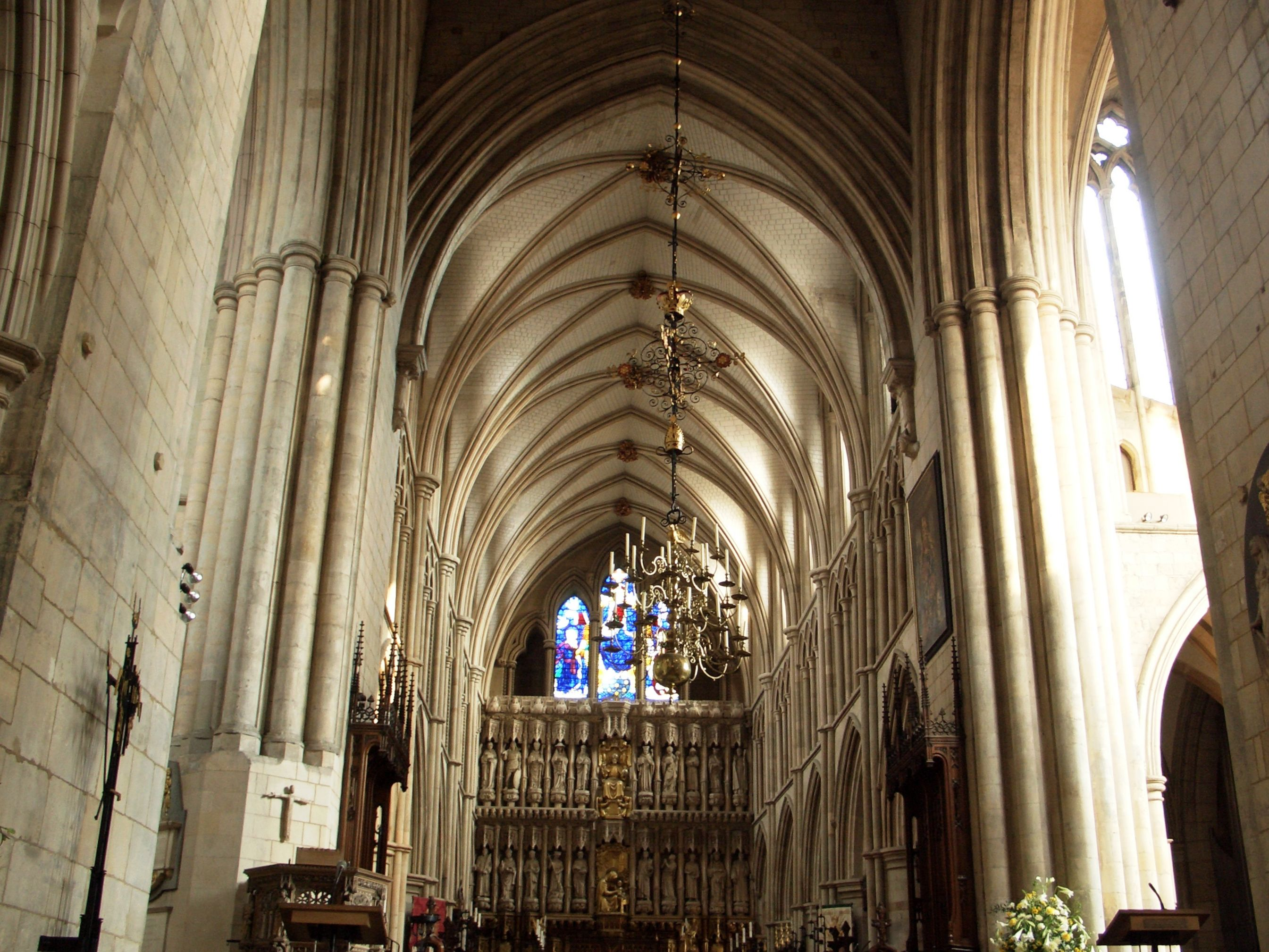
Interior

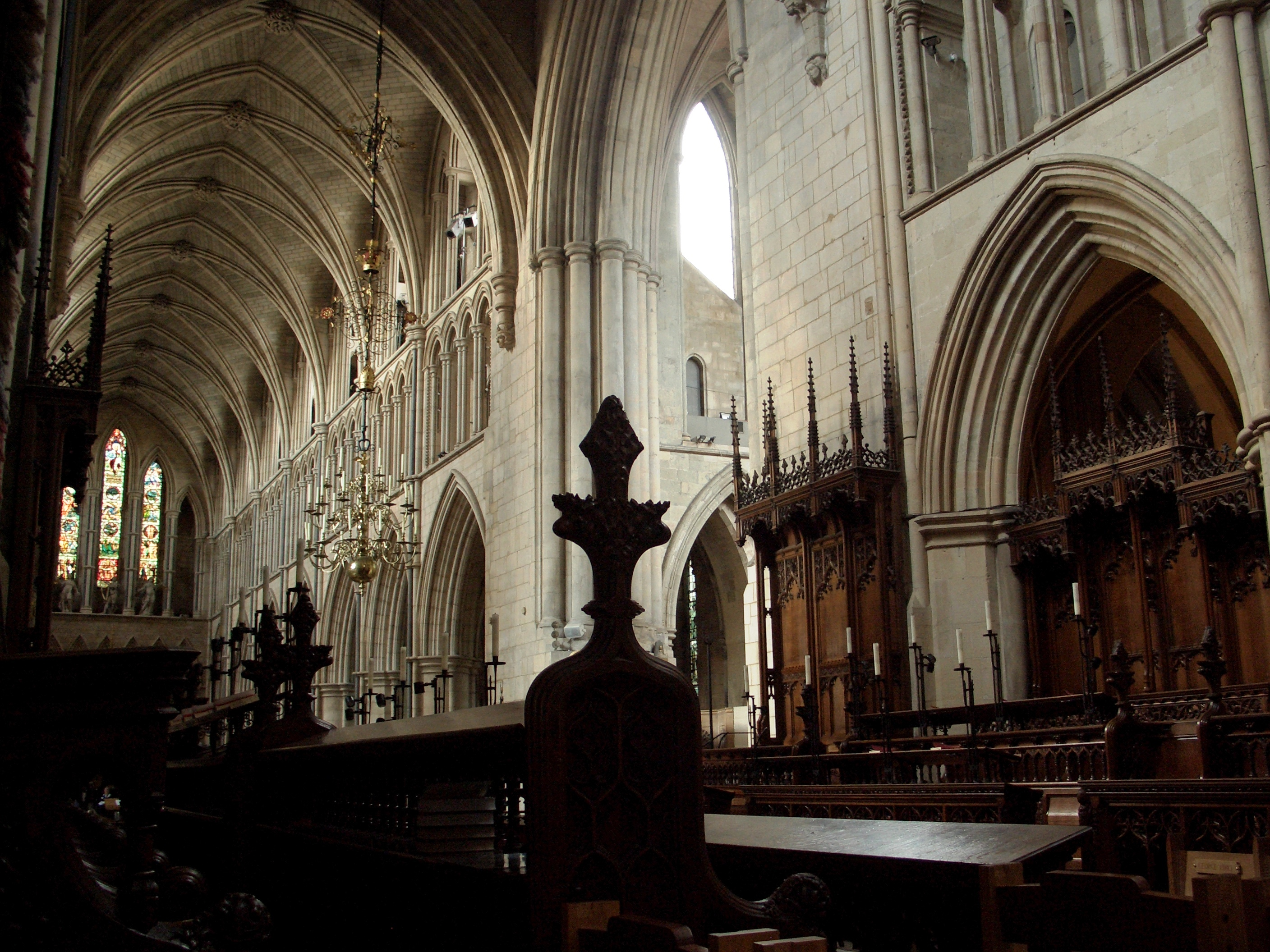
Interior des del cor

Algunes parts de l'edifici conserven elements medievals que es remunten als segles xii i xiii però la major part de l'edifici es pot considerar d'estil neogòtic arran de la reconstrucció duta a terme entre 1890 i 1897,
A l'interior destaca el retaule de l'altar major (segle xvi) i diverses tombes entre les quals la el poeta John Gower o l'efígie de fusta d'un cavaller de finals del segle xiii, John Harvard, fundador de la Universitat Harvard (Estats Units), i que fou batejat aquí l'any 1607 hi té una capella dedicada.
Als vitralls es mostren personatges de les obres de teatre de Shakespeare. William Shakespeare no està enterrat a la catedral, però una figura d'alabastre recorda les seves obres a Southwark.
La catedral ha estat recentment restaurada gràcies a un programa de reforma milionari.
La línia de ferrocarril que va de l'estació de London Bridge a l'estació de Cannon Street passa a la vora de la catedral, bloquejant la vista des de la cara sud. Al davant hi ha el mercat de Borough.